# Vasily Býkov (2018)
El Vasily Býkov (en ruso: Василий Быков, romanizado como Vasiliy Býkov) es un buque patrullero de la clase conocida como Proyecto 22160, siendo el primer navío de la misma, perteneciente a la Armada rusa, en la que sirve realizando funciones de vigía en el mar Negro.
Fue puesto en grada el 26 de febrero de 2014 en los astilleros de Zelenodolsk, en la región de Tartaristán, en Rusia, siendo botado el 28 de agosto de 2017. El Vasily Býkov fue puesto en servicio el 20 de diciembre de 2018 en la base naval de Novorosíisk, pasando a formar parte de la Flota del Mar Negro.
El buque fue utilizado el 24 de febrero de 2022 como parte de la ofensiva sur de la invasión rusa de Ucrania, usándose de apoyo al crucero Moskvá en el ataque a la isla de las Serpientes.
El 7 de marzo de 2022, fuentes ucranianas afirmaron que las Fuerzas Armadas de Ucrania habían atacado el Vasily Býkov con misiles frente a la costa de Odesa, dañándolo gravemente o incluso hundiéndolo.
Con posterioridad, medios rusos, el 16 de marzo, reportaron que el patrullero hacía su entrada en Sebastopol sin daños aparentes en el casco.